# 鈴美巴
鈴美 巴（すずみ ともえ）は日本の女性声優。主にアダルトゲームに声をあてている。

## 出演作品

### アダルトゲーム
- IZUMO3（姫乃 美佳、閻魔天）
- うつりぎ七恋天気あめ（井荻 智香）
- えろぼーん（竜ヶ崎 カオル）
- きずセデュ 復刻版 KI-Z-sedu（加納 ふみこ）
- Clear -クリア-（佐山 ののか）
- コ・コ・ロ…（久遠寺 瑠璃）
- この空がついえる瞬間に（一宮 紗希）
- 妹☆妹（まい☆しすたぁ）～SweetGemini～（氷室 さやか）
- Summer Days（桂 真奈美）
- School Days（桂 真奈美）
- 続・殺戮のジャンゴ -地獄の賞金首-（名前のない女）
- 桃華月憚（海部 敦子）
- 刃鳴散らす（武田 赤音）
- 魔法少女アイ（日枝 春巳）
- リリカル♪りりっく（赤城 美佐子）
- リリカルDS（赤城 美佐子）
- Cross Days （桂 真奈美）
- SHINY DAYS （桂 真奈美）
- PIGEON BLOOD（ヴァネッサ）

### OVA
- 魔法少女アイ（日枝 春巳）